# Taunton Castle

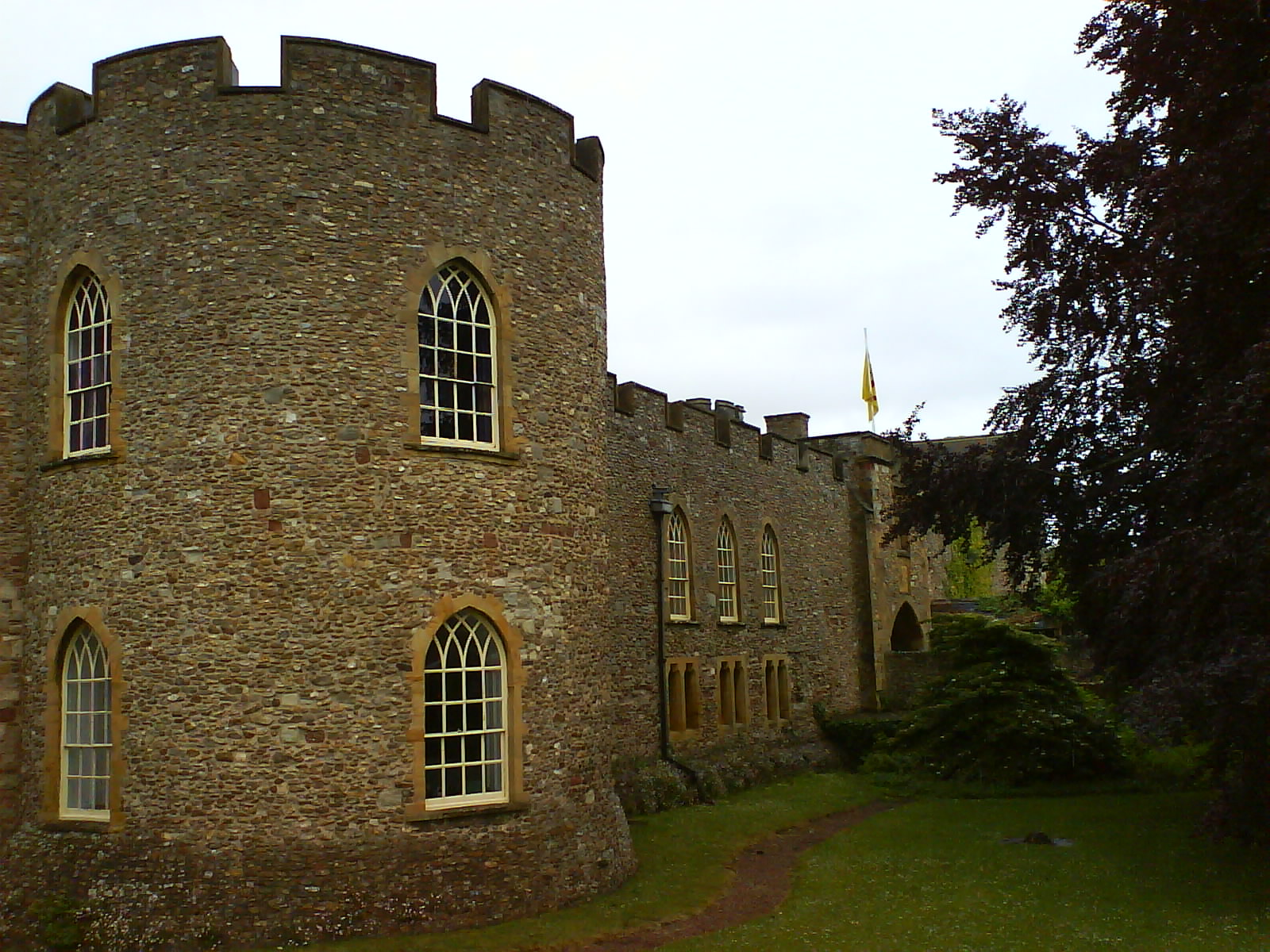
Taunton Castle

Taunton Castle ist eine Burg, die zur Verteidigung der Stadt Taunton in der englischen Grafschaft Somerset gebaut wurde.
Sie hat ihre Ursprünge in der angelsächsischen Zeit; später entstand auf dem Gelände eine Priorei. Die Normannen bauten dann eine Burg aus Stein, die den Bischöfen von Winchester gehörte. Die heute sichtbaren, von Grund auf renovierten Gebäude liegen im inneren Burghof, wo sich jetzt das Museum of Somerset und das Somerset Military Museum befinden.
Taunton Castle wurde von English Heritage als historisches Gebäude I. Grades gelistet.

## Angelsächsische Ursprünge
Die früheste Festung in Taunton entstand für den König Ine von Wessex und Königin Æthelburg um das Jahr 710. Laut der Angelsächsischen Chronik wurde sie bereits zwölf Jahre später wieder zerstört, aber es ist unwahrscheinlich, dass sie an derselben Stelle wie die heutige Burg stand. Ein Münster soll in Taunton nur wenige Jahre später von Königin Frithugyth, der Gattin von König Æthelheard, gegründet worden sein und die Bischöfe von Wessex scheinen ein daran anschließendes Herrenhaus errichtet zu haben.

## Mittelalter und Tudorzeit

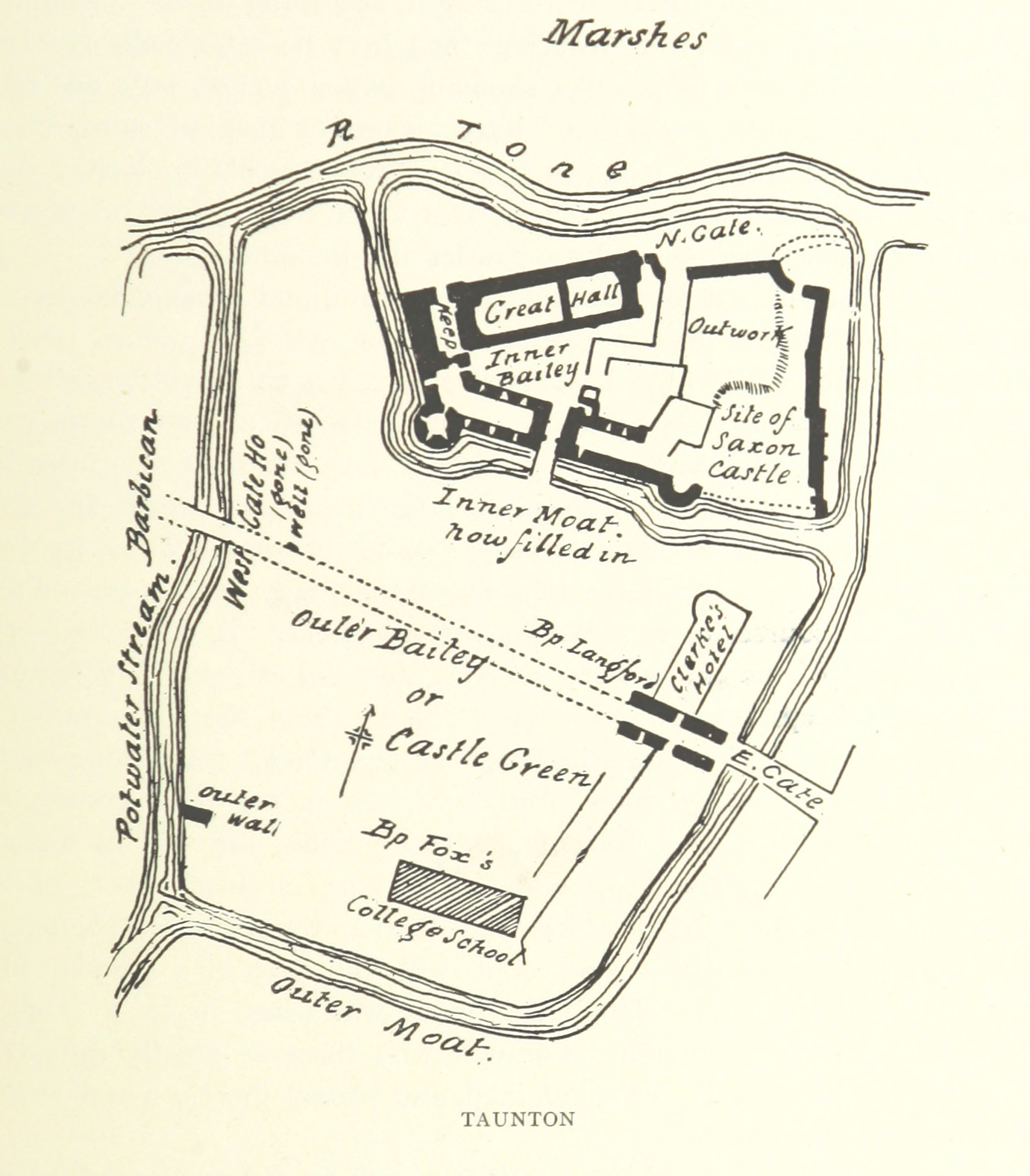
Grundriss der Burg von J. D. Mackenzies The Castles of England: their story and structure

Zur Zeit des Domesday Book gehörte Taunton den Bischöfen von Winchester, die ein Münster oder eine augustinische Priorei dort hatten. Zwischen 1107 und 1129 ließ William Giffard, der Kanzler Heinrichs I., die Halle des Bischofs in eine Burg umbauen. Sein Nachfolger, Heinrich von Blois, machte aus dem Herrenhaus 1138, während des Bürgerkrieges in der Regierungszeit seines Bruders König Stephan, eine mächtige Burg. 1216 verteidigte sie Bischof Peter des Roches, ein Unterstützer von König Johann, während des Aufstandes der Barone. Ende des 12. Jahrhunderts maß der Donjon 20 Meter × 30 Meter und hatte einen Rittersaal im ersten Obergeschoss über einem gewölbten Unterbau. Im Zweiten Krieg der Barone diente er als Gefängnis für den Sohn von Simon de Montfort, der hier bis 1282 eingesperrt war. Im Jahre 1451, als der Earl of Devon die Burg belagerte, die von Lord Bonville gehalten wurde, war diese um zwei Vorburgen herum aufgebaut.
Das Torhaus im inneren Burghof stammte vermutlich aus der Zeit Eduards I. (1239–1307), wurde aber von Bischof Walter Langton 1496 verändert. Er ließ ein großes, zweiflügliges Fenster im Tudorstil einsetzen und eine Tafel mit seinem eigenen Wappen anbringen, das von darüber angeordneten Engeln getragen wurde, und setzte das königliche Wappen von Heinrich VII. darunter. Der Rittersaal, der genau gegenüber dem Eingang angeordnet ist, misst 37 Meter × 9 Meter. Seine Wände stammen zum Teil aus der Zeit der Normannen, wurden aber von späteren Generationen verändert. Bischof Langton ließ überall Fenster aus der Tudorzeit einbauen, aber all diese – mit Ausnahme zweier an der Nordfassade – wurden im 17. und 18. Jahrhundert ersetzt. Das letzte Gebäude, das innerhalb der Burgmauern entstand, war das Schulhaus, für das Bischof Richard Fox in den 1520er-Jahren zahlte.

## Stuartzeit und Bürgerkrieg
Um 1600 lag Taunton Castle in Ruinen, wurde aber im englischen Bürgerkrieg wieder repariert. Taunton Castle war von der parlamentaristischen Armee unter Robert Devereux im Juni 1644 eingenommen worden und wurde so zur einzigen parlamentaristischen Enklave im Südwesten Englands. Nachdem die Armee der Roundheads in der Schlacht von Lostwithiel in Cornwall im September zur Aufgabe gezwungen worden war, belagerten die Royalisten Taunton. Vom Juli 1644 bis zum Juli 1645 wurden die parlamentaristischen Truppen unter dem Kommando von Robert Blake von den royalistischen Truppen unter George Goring belagert, auch wenn die Stadt Ende November kurz von Sir William Waller entsetzt wurde. Eine Entsatzarmee unter Colonel Ralph Weldon kam am 11. Mai in Taunton an, aber auch die vereinigten Kräfte wurden weiterhin belagert. Die beiden Generäle hielten aus, bis am 14. Juni Hilfe eintraf, weil Truppen von der Schlacht von Naseby abgezogen werden konnten. Nach dem Krieg, im Jahre 1662, wurde der Donjon abgerissen und nur die Fundamente blieben übrig.
Im Rittersaal hielt Richter George Jeffreys die Bloody Assizes nach der Monmouth-Rebellion ab. Von über 500 Unterstützern von James Scott, die am 18. und 19. September vor Gericht gebracht wurden, wurden 144 gehenkt und ihre Überreste über das Land verteilt, um sicherzustellen, dass die Leute verstanden, was es zur Folge hatte, wenn man gegen den König rebellierte.

## Architektur

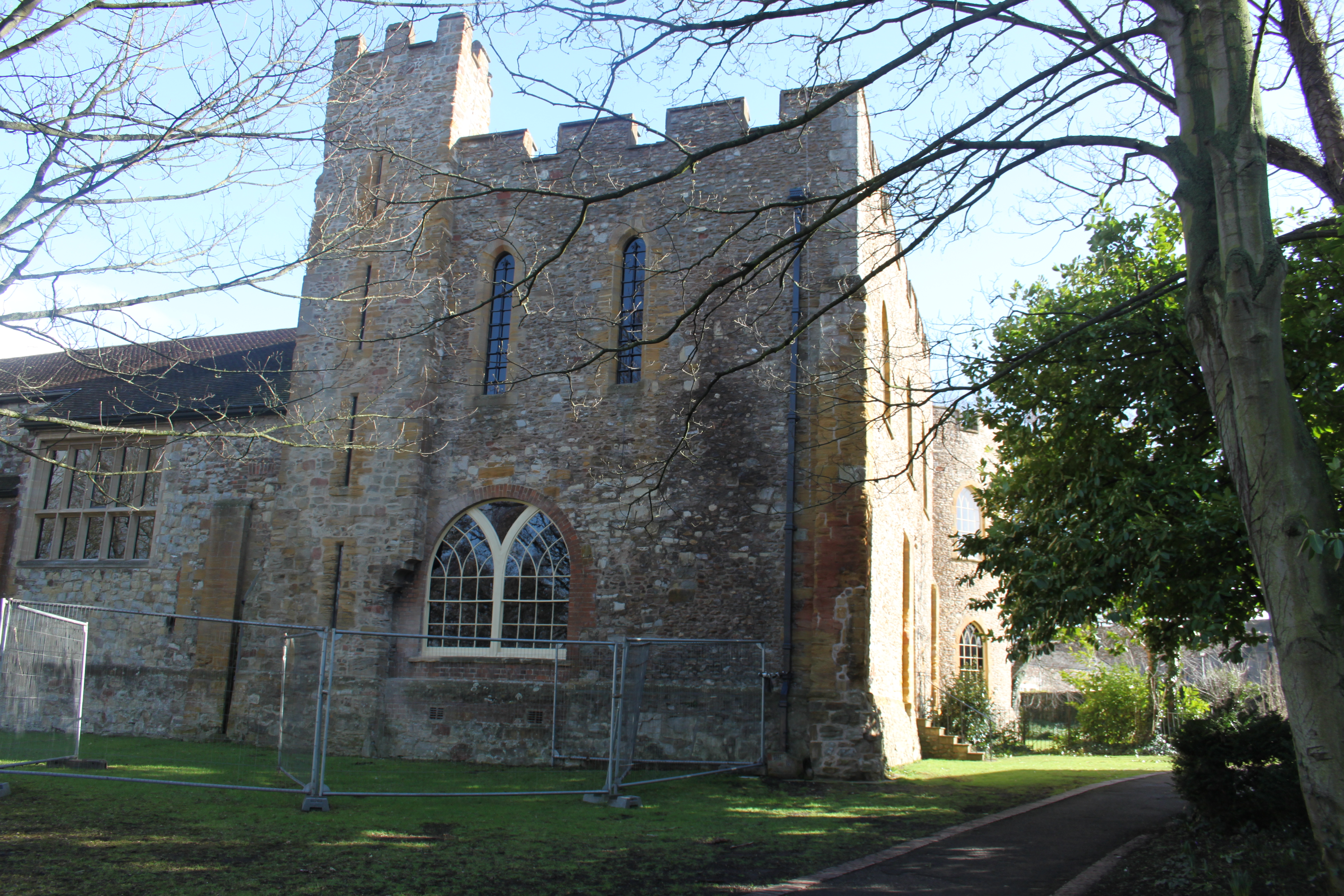
Rückseite der Burg

Taunton Castle war ein typischer normannischer Donjon aus der ersten Hälfte des 12. Jahrhunderts, 15 Meter lang und 12 Meter breit, mit drei Stockwerken und etwa 4 Meter dicken Wänden. Er war an die steinernen Mauern einer Kernburg eingebaut und es gab eine Vorburg, die heute als Castle Green sichtbar ist. Bis zum Ende des 17. Jahrhunderts diente die Burg noch als Gefängnis.
Bis 1780 waren viele Teile der Burg in schlechtem Zustand und wurden von Sir Benjamin Hammet, einem Bänker aus London und Mitglied des House of Commons, im georgianischen Stil wieder instand gesetzt. 1786 erwarb er die Bestallungen als Gerichtsdieners und Verwalter von Taunton Castle für seinen Sohn und seinen Neffen. Er ließ ein neues Dach anbringen, viele Fenster neu einbauen und etliche andere Details in der ganzen Burg renovieren. Im 18. und 19. Jahrhundert wurde der Rittersaal für öffentliche Versammlungen genutzt.
In der Vorburg befinden sich heute zwei Hotels, die mit Zinnen versehen wurden, damit sie den Gebäuden der Kernburg ähnlich sehen. Das große Tor aber, das in der Nähe dieser Hotels in die Einfriedung führt, ist teilweise noch aus dem Mittelalter. Es besitzt die Bögen eines Torhauses aus etwa der Zeit von Eduards I., wenn auch der Überbau einer Restaurierung von 1816 entspringt. 1873 kaufte es die Somerset Archaeological and Natural History Society und in den Jahren 1899 und 1900 wurde der Rittersaal instand gesetzt und als wichtigster Museumsstandort der Gesellschaft ausgestattet. In den Jahren 1908 und 1909 entstand die Adam Library für die wachsende Zahl an Büchern der Gesellschaft.

## Die Burg heute

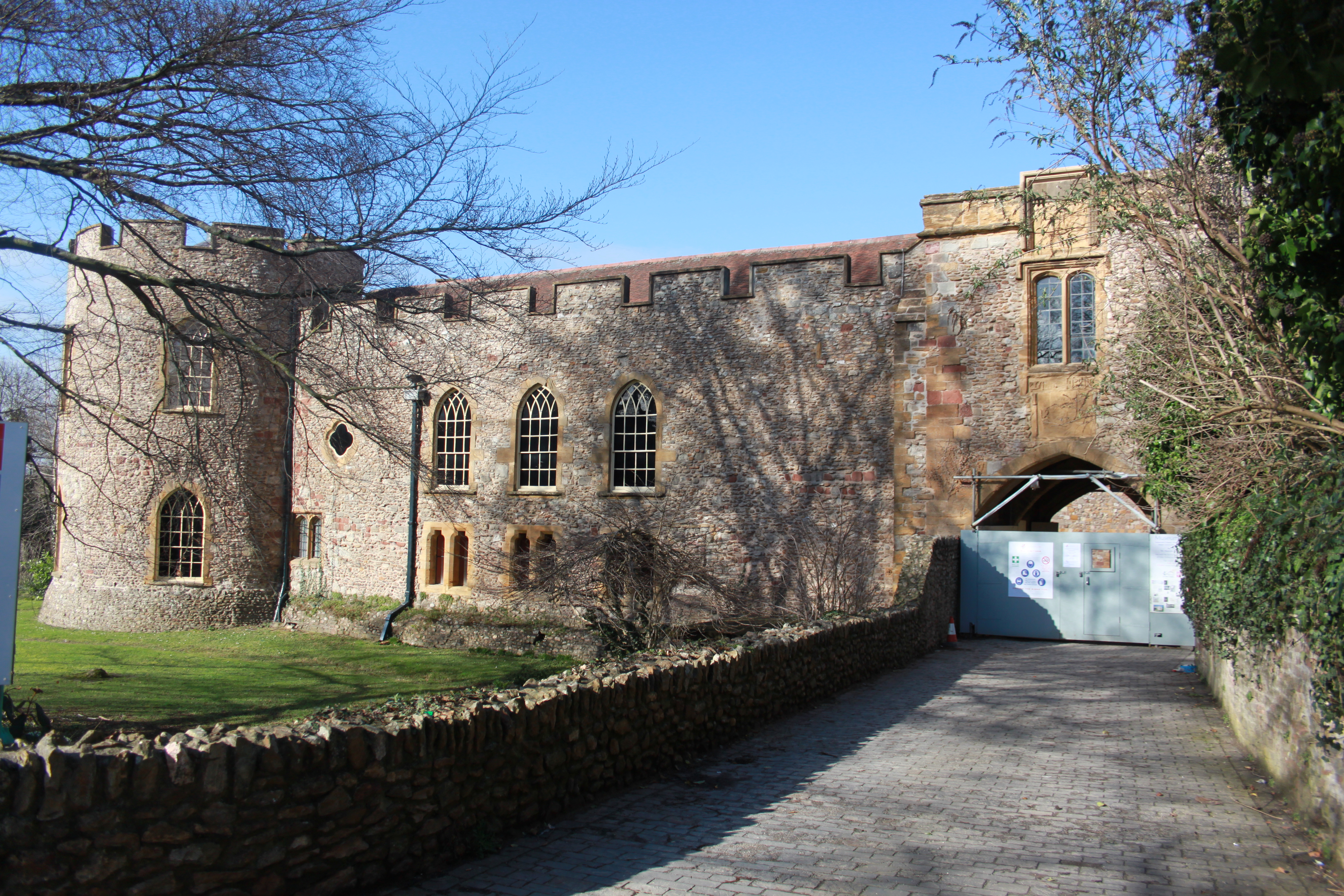
Der verschlossene Eingang

Der Rittersaal und die Kernburg der ursprünglichen Burg bilden das Museum of Somerset, das im September 2011 nach einer £ 7 Mio. teuren Restaurierung eröffnet wurde, die zum Teil vom Heritage Lottery Fund finanziert wurde.
Das Castle House aus dem 17. Jahrhundert wurde als Ancient Monument ausgewiesen. Wegen seines schlechten Zustandes wurde es in das Heritage-at-Risk-Register aufgenommen und notwendigen Reparaturen unterzogen, ist aber bis heute (Stand: 2013) unbewohnt.